# Ільбарс-хан I
Ільбарс (Ельбарз)-хан I (1456—1518) — 1-й хівинський хан у 1511—1518 роках.

## Життєпис
Походив з роду Арабшахів династії Шибанідів, гілки Чингізидів. Онук Ядгар-хана, володаря Держави кочових узбеків. Син Буреке-султана, що мав напівнезалежне володіння в пониззі Сирдар'ї. Народився 1456 року. Після 1469 року, коли помер Ядгар-хан, кочував з батьком, що воював проти хана Шейх-Хайдара, а потім його небожа Мухаммеда Шейбані. Після загибелі батька приблизно близько 1485 року очолив свій клан.
1510 року після загибелі Мухаммеда Шейбані Хорезм захопив перський шах Ісмаїл I, що поставив у хорезмійських містах намісників (даруг). Уже 1511 року сунітське населення міста Вазир повстало проти персів-шиїтів, яких було визнано. За ініціативою впливового представника духовенства Саїда Хісаміддін Кітала на трон Хорезму запросили Ільбасара, що прийняв титул хана. Свого брата Більбарс Паландж-султана хан призначив намісником Янгі-шахару.
Протягом 5 місяців заволодів усім Хорезмом, вигнавши решту перських даруг. Столицею стало місто Ургенч. Запросив до себе стрийків Абулека і Амінека (колишнього претендента на трон хана Ногайської Орди). 1512 року зазнав вторгнення військ Держави Шейбанідів, внаслідок чого Ільбарс-хан I визнав її зверхність.
Невдовзі відправив війська на чолі з братом Більбарсом, який підкорив туркменські племена Мангишлаку. До 1514 року за наказом шейбанідського володаря Кучкунджі-хана відправляв допоміжні війська для Убайдулли-султана, що воював в Хорасані.
Помер Ільбарс-хан I 1518 року. Йому спадкував небіж Султан Ходжа-хан.